# 莫坝乡 (达日县)
莫坝乡，是中华人民共和国青海省果洛藏族自治州达日县下辖的一个乡镇级行政单位。

## 行政区划
莫坝乡下辖以下地区：
赛尔钦牧委会和萨日根牧委会。